# Quinto Cecilio Metello Pio
Quinto Cecilio Metello Pio (latino Quintus Caecilius Metellus Pius; 130 a.C./127 a.C. – Roma, 64 a.C./63 a.C.) è stato un politico e militare romano, attivo durante l'epoca repubblicana, oltre che unico figlio di Quinto Cecilio Metello Numidico, che seguì negli anni 109 a.C. - 107 a.C. nelle guerre in Numidia contro Giugurta.

## Biografia
Fin da giovane fu politicamente vicino a Lucio Cornelio Silla, che aveva conosciuto combattendo in Numidia contro Giugurta dal 108 al 105. Nell'89 a.C. fu eletto pretore. Combatté nella battaglia di Porta Collina, impedendo l'ingresso dei mariani a Roma, durante la guerra civile tra Mario e Silla.
Al ritorno di Silla a Roma nell'83 a.C., venne ricompensato con il titolo di pontifex maximus. Questo fu l'unico caso nell'intera storia della Roma repubblicana in cui il titolo venne assegnato senza votazione, poiché Silla si era nominato dictator. Il fatto suscitò notevoli critiche in quanto pare che Metello Pio fosse affetto da balbuzie e che per questo motivo doveva ripetere durante le formule religiose ogni qual volta commetteva un errore. Pare che Silla, oltre che per riconoscenza all'amico, lo nominò anche per il suo spirito profondamente ironico.
Eletto console nell'80 a.C., venne poi mandato in Spagna come proconsole, per reprimere la rivolta di Quinto Sertorio, parente di Gaio Mario nonché esperto generale, che, dopo la disfatta dei populares, aveva fondato una repubblica autonoma nella Spagna Ulteriore. Qui Metello Pio rivelò doti strategiche inaspettate tenendo una guerra di logoramento contro lo stesso Sertorio e salvando più volte la reputazione al giovane Gneo Pompeo Magno, affiancatosi a lui nella guerra per ordine del Senato nel 77 a.C. La guerra terminò nel 72 a.C. con l'assassinio di Quinto Sertorio da parte di un suo sottoposto. Tornato a Roma Metello Pio ottenne il trionfo nel 71 a.C., e morì nel 64 a.C. o 63 a.C. per cause naturali. Gli successe al pontificato Gaio Giulio Cesare, tornato a Roma dopo la morte di Silla.
Per via delle sue imprese militari Metello Pio ricevette il rispetto degli storici militari romani, in particolare da Sesto Giulio Frontino, che lo cita frequentemente nel suo libro Strategemata.
Il soprannome Pio, pare gli sia stato assegnato da Silla per essere un figlio sempre fedele e ossequioso del padre.
Sposò Licinia Crassa Seconda, figlia di Lucio Licinio Crasso l'oratore. Non avendo avuto figli adottò quello di Publio Cornelio Scipione Nasica, che assunse il nome di Quinto Cecilio Metello Pio Scipione Nasica.